# Il segreto di Babbo Natale
Il segreto di Babbo Natale (Saving Santa) è un film d'animazione realizzato in CGI del 2013, diretto da Leon Joosen.
È l'ultimo film dell'attore Tim Curry.

## Trama
Bernard è un elfo che lavora come spalatore nel villaggio di Babbo Natale. Vorrebbe diventare inventore, così ogni anno presenta un'invenzione che però non funziona mai come dovrebbe. Un giorno Bernard presenta una nuova invenzione: la macchina dei ricordi natalizi, in grado di proiettare i ricordi più belli di una vita, evitando così la perdita dello spirito natalizio nella gente. L'invenzione però causa un black-out in tutto il villaggio e Bernard viene cacciato via.
Torna così triste ma Babbo Natale lo consola e gli mostra la sfera del tempo, un marchingegno in grado di far viaggiare nel tempo, che Babbo Natale usa nelle sue consegne. Il villaggio viene però attaccato da Neville Baddington, uomo a capo di una organizzazione di spedizione internazionale ossessionato dal trovare la slitta di Babbo Natale e il suo segreto. Bernard attiva quindi la sfera del tempo e torna indietro, per impedire che il villaggio venga trovato da Baddington.
L'unico modo per impedire che il villaggio venga trovato è fermare la presentazione della macchina dei ricordi, dato che ha causato il black-out, facendo scoprire il villaggio. La prima volta Bernard finisce per essere catturato da una squadra di agenti segreti di Babbo Natale, ma riesce a scappare, riprendere la sfera del tempo e ritornare nuovamente indietro. La seconda volta fallisce ancora; alla fine Bernard capisce che non può cambiare il passato, quindi non può fermare la presentazione. Allora decide di utilizzare la sua invenzione della macchina dei ricordi.